# MOPP
MOPP (латиницей) — исторически первый режим комбинированной химиотерапии, оказавшийся высокоэффективным (по стандартам того времени) для лечения лимфогранулематоза. Позднее был в значительной степени вытеснен менее токсичным (и почти столь же эффективным) режимом COPP, а затем они оба были вытеснены режимами ABVD и Stanford V. Ныне и эти режимы постепенно вытесняются самым современным протоколом BEACOPP.

## Режим дозирования
| Лекарство                    | Доза                         | Путь введения                                      | Дни цикла |
| ---------------------------- | ---------------------------- | -------------------------------------------------- | --------- |
| Мустарген — (M)ustargen      | 6 мг/м2                      | Внутривенно болюсно                                | Дни 1 и 8 |
| Винкристин — (O)ncovin       | 1,4 мг/м2 (максимально 2 мг) | Внутривенно болюсно                                | Дни 1 и 8 |
| Прокарбазин — (P)rocarbazine | 100 мг/м2                    | Перорально (внутрь) в 4 приёма в разделённых дозах | Дни 1-14  |
| Преднизолон — (P)rednisolone | 40 мг/м2                     | Перорально (внутрь) в 4 приёма в разделённых дозах | Дни 1-14  |

Курсы повторяются каждые 28 дней, всего 6-8 курсов.